# Harouna Cissé
Pour les articles homonymes, voir Cissé.
Harouna Cissé, né en 1957 à Mopti, est un homme politique malien, qui fut ministre du Développement social, de la Solidarité et des Personnes âgées dans le gouvernement de Cissé Mariam Kaïdama Sidibé en 2011-2012.
Il est diplômé de l'École nationale d’administration de Bamako (ENA) en économie et gestion.
Sa carrière professionnelle, il la fera en partie dans le secteur du transport dont il deviendra le président de la Fédération des transporteurs (FENAGROUP). Par ailleurs Harouna Cissé est membre de l'Association mondiale des routes.
Ancien Conseiller Technique à la présidence de la République, Harouna Cissé est Chevalier de l’Ordre national du Mali.

## Sources
- « Ministre du Développement social de la solidarité et des personnes âgées : Harouna Cissé »